# 花坪镇 (韶关市)
花坪镇，是中华人民共和国广东省韶关市浈江区下辖的一个乡镇级行政单位。

## 行政区划
花坪镇下辖以下地区：
花坪社区、长地头村、花坪村、奎塘村、石屋村和西牛潭村。